# فوتبال ارمنستان در ۱۹۹۷
فصل ۱۹۹۷ ششمین فصل فوتبال مستقل در ارمنستان پس از جدایی از اتحاد جماهیر شوروی بود. این فصل، بازگشت به قالب مسابقات تابستانی پس از دو فصل استفاده از قالب مسابقات زمستانی بود. لیگ برتر ارمنستان در سال ۱۹۹۷ با ۱۰ تیم برگزار می‌شد که پایین‌ترین تیم به لیگ دسته اول ارمنستان سقوط می‌کرد و قهرمان آن لیگ جایگزین آن می‌شد.

## لیگ برتر
- دوین آرتاشات و لوری به لیگ دسته اول صعود کردند.
- وان ایروان ورشکست و منحل شد.
- هونتمن ایروان نام خود را به اربونی-هومنتمن ایروان تغییر داد.

### جدول لیگ
الگو:لیگ برتر فوتبال ارمنستان ۱۹۹۷

## پلی‌آف صعود و سقوط
| تاریخ     | ورزشگاه | تیم PL       | نتیجه | تیم FL  | اطلاعات                             |
| --------- | ------- | ------------ | ----- | ------- | ----------------------------------- |
| ۲۰ نوامبر | آبوویان | دوین آرتاشات | 3-1   | اسپیتاک | دوین آرتاشات در لیگ برتر باقی ماند. |

### گلزنان برتر
|   |          | بازیکن             | تیم    | گل‌ها |
| - | -------- | ------------------ | ------ | ---- |
| ۱ | ارمنستان | آرتور پطروسیان     | شیراک  | ۱۸   |
| ۲ | ارمنستان | سوادا آرزومانیان   | اربونی | ۱۳   |
| ۳ | ارمنستان | مکرتیچ هوهانیسیان  | کوتایک | ۱۱   |
| ۴ | ارمنستان | Varazdat Avetisyan | پیونیک | ۱۰   |
|   | ارمنستان | تیگران یسائیان     | ایروان | ۱۰   |

## لیگ دسته اول
- آراگاتس به فوتبال حرفه‌ای بازگشت.
- باشگاه فوتبال اسپیتاک به فوتبال حرفه‌ای بازگشت.
- زوارتنوتس-ای‌ای‌ال و قره‌باغ-۲ ایروان به فوتبال حرفه‌ای بازگشت..

### جدول لیگ
| رتبه | تیم                    | بازی | برد | مساوی | باخت | گل زده | گل خورده | گل تفاضل | امتیاز | صعود یا صلاحیت                   |
| ---- | ---------------------- | ---- | --- | ----- | ---- | ------ | -------- | -------- | ------ | -------------------------------- |
| ۱    | آراگاتس                | ۱۶   | ۱۳  | ۲     | ۱    | ۴۶     | ۱۷       | ۲۹+      | ۴۱     | صعود به لیگ برتر فوتبال ارمنستان |
| ۲    | باشگاه فوتبال اسپیتاک  | ۱۶   | ۱۳  | ۱     | ۲    | ۳۸     | ۱۴       | ۲۴+      | ۴۰     | مجبور به بازی پلی‌آف صعود/سقوط شد |
| ۳    | لرناگورتس کاپان        | ۱۶   | ۱۲  | ۱     | ۳    | ۶۳     | ۱۸       | ۴۵+      | ۳۷     |                                  |
| ۴    | نائیری                 | ۱۶   | ۹   | ۱     | ۶    | ۳۸     | ۱۶       | ۲۲+      | ۲۸     |                                  |
| ۵    | دینامو ایروان          | ۱۶   | ۴   | ۲     | ۱۰   | ۱۸     | ۴۷       | ۲۹−      | ۱۴     |                                  |
| ۶    | لرناین آرتساخ          | ۱۶   | ۴   | ۱     | ۱۱   | ۲۱     | ۳۹       | ۱۸−      | ۱۳     |                                  |
| ۷    | بی‌ام‌ای-آرایی اچمیادزین | ۱۶   | ۴   | ۱     | ۱۱   | ۲۵     | ۴۵       | ۲۰−      | ۱۳     |                                  |
| ۸    | کاساخ                  | ۱۶   | ۳   | ۳     | ۱۰   | ۱۶     | ۳۶       | ۲۰−      | ۱۲     |                                  |
| ۹    | زوارتنوتس-ای‌ای‌ال       | ۱۶   | ۳   | ۲     | ۱۱   | ۱۲     | ۴۳       | ۳۱−      | ۱۱     |                                  |
| ۱۰   | آرماویر                | ۰    | –   | –     | –    | –      | –        | —        | ۰      | کناره‌گیری از رقابت‌ها             |
| ۱۱   | کومایری                | ۰    | –   | –     | –    | –      | –        | —        | ۰      | کناره‌گیری از رقابت‌ها             |
| ۱۲   | Zangezour              | ۰    | –   | –     | –    | –      | –        | —        | ۰      | کناره‌گیری از رقابت‌ها             |
| ۱۳   | آزناوور                | ۰    | –   | –     | –    | –      | –        | —        | ۰      | کناره‌گیری از رقابت‌ها             |
| ۱۴   | هاچن                   | ۰    | –   | –     | –    | –      | –        | —        | ۰      | کناره‌گیری از رقابت‌ها             |
| ۱۵   | بنتونیت ایجوان         | ۰    | –   | –     | –    | –      | –        | —        | ۰      | کناره‌گیری از رقابت‌ها             |